# سيفتازيديم
سيفتازيديم Ceftazidime دواء /sɛfˈtæz[invalid input: 'ɨ']diːm/(الأسماء التجارية: Fortaz، Tazicef )هو مركب سيفالوسبورين الجيل الثالث نصف صناعي مضاد ضد مجال واسع من الجراثيم سلبية الغرام، بما فيها الزائفة الزنجارية، ولبعض الجراثيم إيجابية الغرام. بعد إعطائه في العضل يتوزع بصورة واسعة في أنسجة الجسم ويفرغ بصورة رئيسية في البول دون تغيير.

## الاستعمال الطبي
- يستخدم لمعالجة العدوى وخصوصا تلك التي تعزى إلى الزائفة الزنجارية، وهي تشمل عدوى المسالك الصفراوية، والعظام والمفاصل، التليف الكيسي (التهابات الجهاز التنفسي)، الْتِهابُ بَاطِنِ المُقْلَة، العدوى في مرضى لديهم نقص المناعة (مرضى قلة العدلات)، والتهاب السحايا،التهاب الصفاق والالتهاب الرئوي والتنفسي العلوي، التهابات المسالك البولية، تسمم الدم، العدوى الجلدية (بما في ذلك حروق، الغرغرينا، والتقرحات الجلدية)، كما أنها تستخدم للوقاية من العدوى الجراحية.
- ذات الرئة المكتسبة من المستشفيات مع جنتامايسين أو سيبروفلوكساسين.
- الراعوم (Meliolosis) مع سلفاميثوكسازول + تريميثوبريم أو دوكسيسيكلين.[6][7]

### الجرعة الطبية
يُعطى الدَّواءُ لحَديثي الولادَة (حتى عمر شهر) عن طريق الوَريد بمقدار 30 ملغ/كغ كلَّ 12 ساعة؛ وللرضَّع والأطفال بعمر شهر إلى 12 سنة عن طَريق الوَريد بمقدار 30-50 ملغ/كغ/الجرعة كلَّ 8 ساعات، والجرعة القصوى هي 6 غ/اليوم؛ وللبالغين عن طَريق الوَريد أو العَضَل بمقدار 500 ملغ إلى 2 غ كلَّ 8-12 ساعة. ويُعطى الدَّواءُ في عدوى السَّبيل البولِي بمقدار 250-500 ملغ كلَّ 12 ساعَة.

### موانع الاستعمال
فرط الحساسية للسيفتازيديم، أو غيرها من السيفالوسبورينات.

## التخليق

Ceftazidime synthesis: Prepn of crystalline pentahydrate:

## الاحتياطات
- ينبغي أن يعطى بحذر للمرضى الذين يعانون من فشل كلوي.
- الاستعمال في الحمل: لا يتوفر دليل على أن لمركب سيفتازيديم تأثير ماسخ، يمكن استعماله أثناء الحمل.
- الرضاعة من الصدر: يمكن استعماله للأم المرضعة.

## الأعراض الجانبية
الاثار الجانبية الأكثر شيوعا : الاضطرابات المعوية خاصة الإسهال, والصداع.
تفاعلات فرط الحساسية هي أكثر التأثيرات الجانبية الشائعة. تفاعلات الطفح الجلدي متكررة نسبياً، بينما الشري، التشنج القصبي والتأقي غير شائعة.

## التداخلات الدوائية
إذا كنت تتناول أي من الأدوية التالية أخبر الطبيب أو الصيدلاني، فقد تحتاج إلى تعديل الجرعة أو إجراء فحوصات معينة :
بروبنيسيد.

## اشكال الدواء
مسحوق للزرق، 250 مغ (بشكل خماسية الهيدرات) في بالة (Vial).

## التخزين
يجب حفظ مسحوق الزرق بعبوات مغلقة بإحكام، بعيداً عن الضوء.